# Dulces moriens reminiscitur Argos

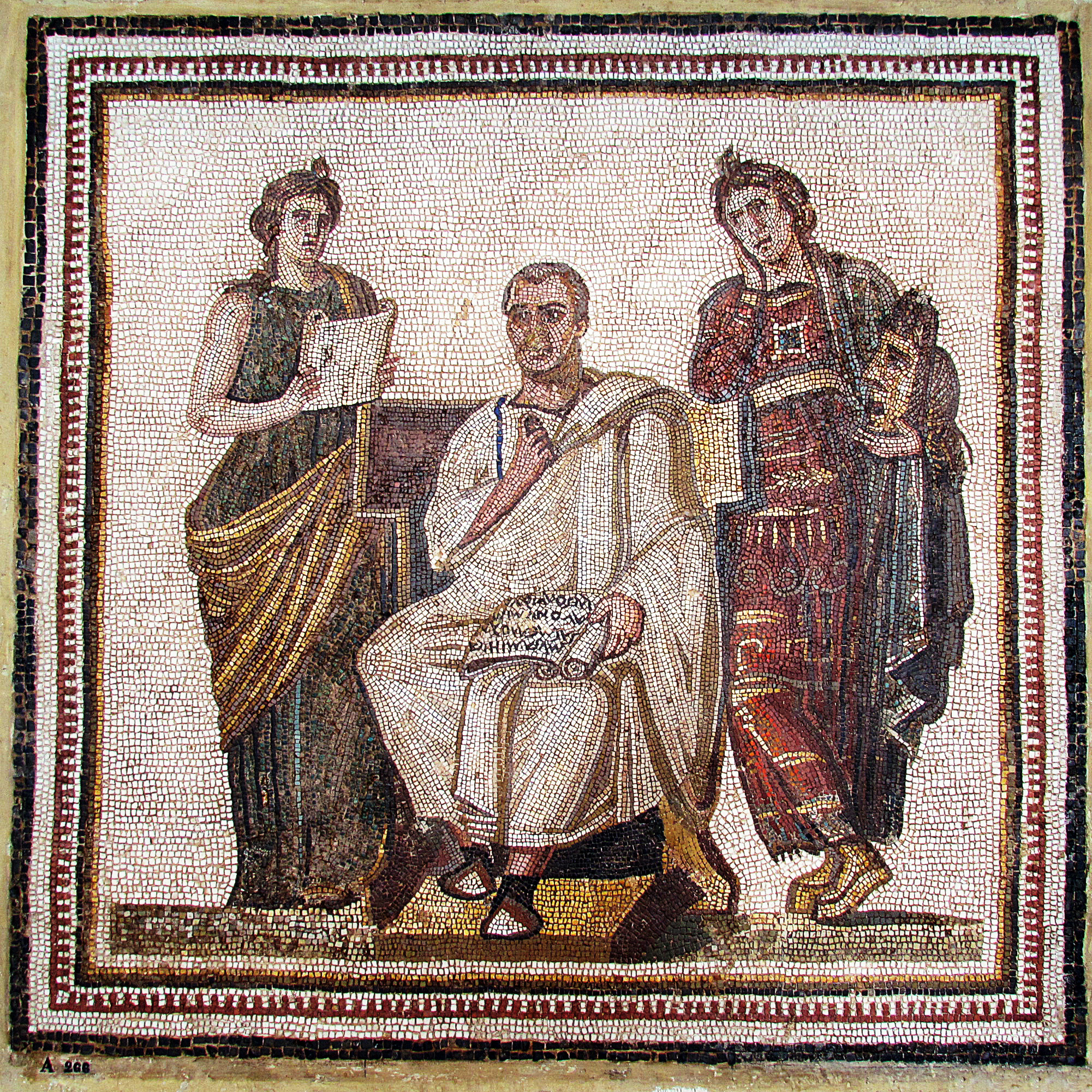
Virgilio con lEneide tra Clio e Melpomene (Museo nazionale del Bardo, Tunisi)

La locuzione latina Dulces moriens reminiscitur Argos, tradotta letteralmente, significa morendo ricorda la dolce Argo (Virgilio, Eneide, lib. X).
La frase ricorre in occasione della morte dello sfortunato Antore, compagno di Ercole, che partito da Argo s'era unito a Evandro, fermandosi in Italia. Abbattuto da un colpo di lancia destinato ad Enea, in punto di morte rivede nella mente la sua dolce patria.